# Maryam Akbari Monfared
Maryam Akbari Monfared (født 14. december 1975 i  Iran) er en iransk menneskerettighedsforkæmper og politisk fange, der kæmper for politiske fangers forhold i Iran.
I 1980’erne blev tre af hendes brødre og én af hendes søstre henrettet. Hun har ført an i en formel klage, der krævede sandhed og retfærdighed for hendes søskende og de tusindvis af politiske fanger, der var ofre for udenretslig henrettelse i 1988.
Maryam blev arresteret i 2009 og forsvandt tvungent i fem måneder. I dag afsoner hun en dom på 15 års fængsel, efter at hun blev dømt for at have “en fjendtlig indstilling over for Gud”.  Selv mens hun tilbageholdes, fører Maryam kampagner og bruger sin stemme ved at publicere åbne breve om kvinders fængselsforhold.
På baggrund af klagen er hun blevet truet med at få forlænget sin fængselsstraf og at blive forbudt adgang til medicinsk behandling i fængslet.